# アトランティック・イヤーズ (ロキシー・ミュージックのアルバム)
『アトランティック・イヤーズ』（The Atlantic Years 1973–1980）は、イングランドのロック・バンドであるロキシー・ミュージックの2作目の編集アルバムである。

## 解説
全10曲の内訳は以下の通り。
- 『フォー・ユア・プレジャー』（1973年）から1曲
- 『サイレン』（1975年）から1曲
- 『マニフェスト』（1979年）から4曲
- 『フレッシュ・アンド・ブラッド』（1980年）から4曲

初の編集アルバム『グレイテスト・ヒッツ』（1976年）の後に発表された3作のアルバムのうち、『マニフェスト』と『フレッシュ・アンド・ブラッド』の収録曲が中心となっており、『アヴァロン』（1982年）の収録曲は含まれていない。
「ドゥ・ザ・ストランド」と「恋はドラッグ」は既に『グレイテスト・ヒッツ』に収録されていた。

## 収録曲
| #         | タイトル                          | 作詞・作曲            | 収録アルバム・プロデュ―サー                                                               | 時間  |
| --------- | --------------------------------- | --------------------- | ----------------------------------------------------------------------------------------- | ----- |
| 1.        | 「ダンス・アウェイ Dance Away」   | Bryan Ferry           | - 『マニフェスト』（1979年） - ロキシー・ミュージック                                     | 3:45  |
| 2.        | 「エンジェル・アイズ Angel Eyes」 | Ferry, Andy MacKay    | - 『マニフェスト』（1979年） - ロキシー・ミュージック                                     | 3:32  |
| 3.        | 「オーヴァー・ユー Over You」     | Ferry, Phil Manzanera | - 『フレッシュ・アンド・ブラッド』（1980年） - ロキシー・ミュージック、レット・デイヴィス | 3:30  |
| 4.        | 「恋はドラッグ Love is the Drug」 | Ferry                 | - 『サイレン』（1975年） - クリス・トーマス                                               | 4:05  |
| 5.        | 「オー・イエー Oh Yeah」          | Ferry                 | - 『フレッシュ・アンド・ブラッド』（1980年） - ロキシー・ミュージック、レット・デイヴィス | 4:50  |
| 合計時間: | 合計時間:                         | 合計時間:             | 合計時間:                                                                                 | 19:42 |

| #         | タイトル                                                  | 作詞・作曲                    | 収録アルバム・プロデュ―サー                                                               | 時間  |
| --------- | --------------------------------------------------------- | ----------------------------- | ----------------------------------------------------------------------------------------- | ----- |
| 1.        | 「エイント・ザット・ソー Ain't That So」                  | Ferry                         | - 『マニフェスト』（1979年） - ロキシー・ミュージック                                     | 5:39  |
| 2.        | 「マイ・オンリー・ラヴ My Only Love」                     | Ferry                         | - 『フレッシュ・アンド・ブラッド』（1980年） - ロキシー・ミュージック、レット・デイヴィス | 5:00  |
| 3.        | 「イン・ザ・ミッドナイト・アワー In The Midnight Hour」   | Steve Cropper, Wilson Pickett | - 『フレッシュ・アンド・ブラッド』（1980年） - ロキシー・ミュージック、レット・デイヴィス | 3:11  |
| 4.        | 「スティル・フォールズ・ザ・レイン Still Falls The Rain」 | Ferry, Manzanera              | - 『マニフェスト』（1979年） - ロキシー・ミュージック                                     | 4:11  |
| 5.        | 「ドゥ・ザ・ストランド Do The Strand」                    | Ferry                         | - 『ストランデッド』（1973年） - クリス・トーマス                                         | 4:00  |
| 合計時間: | 合計時間:                                                 | 合計時間:                     | 合計時間:                                                                                 | 22:01 |

## 参加ミュージシャン
- ブライアン・フェリー　Bryan Ferry – ボーカル、キーボード
- アンディ・マッケイ　Andy MacKay – オーボエ、サクソフォーン
- フィル・マンザネラ　Phil Manzanera – ギター
- ポール・トンプソン　Paul Thompson – ドラム（『フレッシュ・アンド・ブラッド』収録曲を除く）
- イーノ　Eno[注釈 1] – VC3シンセサイザー、テープ（「ドゥ・ザ・ストランド」）
- エディ・ジョブソン　Eddie Jobson – キーボード（「恋はドラッグ」）

※準メンバー、ゲスト